# Niger na Letnich Igrzyskach Olimpijskich 2000
Niger na Letnich Igrzyskach Olimpijskich 2000 reprezentowało 4 zawodników, 2 mężczyzn i 2 kobiety.

## Skład kadry

### Lekkoatletyka
Mężczyźni
- Mamane S Ani Ali

bieg na 100 m (odpadł w 1 rundzie eliminacji)
Kobiety
- Haissa Ali Garba

bieg na 400 m (odpadła w 1 rundzie eliminacji)

### Pływanie
Mężczyźni
- Karim Bare

100 m stylem dowolnym (dyskwalifikacja)
Kobiety
- Balkissa Ouhoumoudou

100 m stylem klasycznym (odpadła w eliminacjach)